# Operace Hatchala
Operace Hatchala (hebrejsky: מבצע התחלה, Mivca Hatchala) byla vojenská akce izraelské armády, respektive izraelského vojenského námořnictva,  provedená koncem roku 1948 během první arabsko-izraelské války, po vzniku státu Izrael. Operace byla vedená proti strategické železniční trati mezi Egyptem a Gazou.   

## Dobové souvislosti
Během října a listopadu 1948 Izraelci mimořádně zlepšili svou vojenskou situaci na jihu země. Zejména Operace Jo'av a na ni napojené menší operace dokázaly zlikvidovat egyptský koridor oddělující Negevskou poušť od centra státu a Operace Lot přinesla izraelský zábor břehu Mrtvého moře. V okolí obce al-Faludža (dnes zde stojí město Kirjat Gat) ale nadále zůstávala egyptská enkláva, stejně jako v prostoru budoucího pásma Gazy. Izrael se snažil tato egyptská předpolí zlikvidovat, a to jak přímým útokem tak narušením logistických tras Egypťanů.

## Průběh operace
Operace byla provedena 26. listopadu (podle jiného údaje 27. prosince) 1948. Jednotky vojenského námořnictva při ní vyhodily do povětří úsek pobřežní železniční tratě mezi městy Rafáh a al-Ariš pomocí výbušnin dopravených sem dvěma loděmi. Mělo tak být přerušeno zásobování egyptských vojsk. Šlo o první operaci nově zřízené jednotky 115. Zanedlouho na ni navázala Operace Oz se stejným cílem.